# Palanetschka

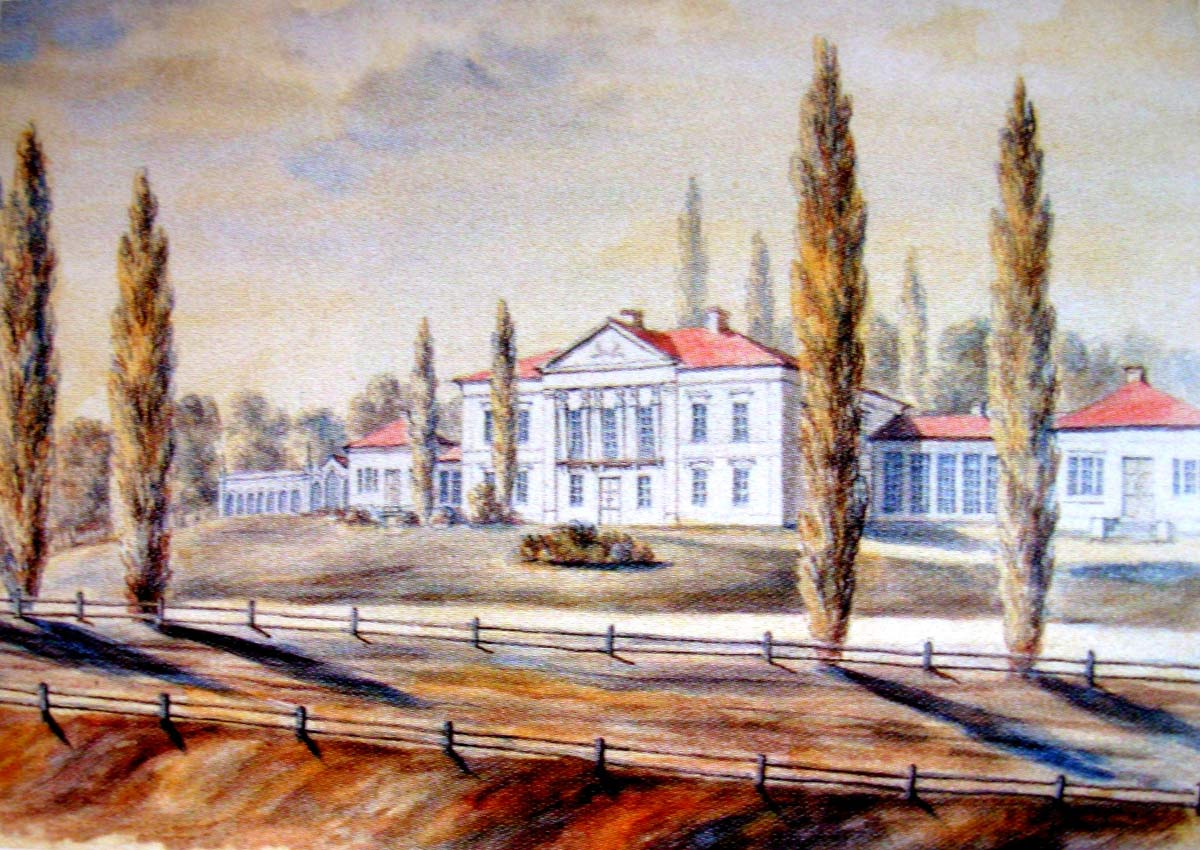
Radziwill-Schloss in Palanetschka, das Bild von Napoleon Orda

Palanetschka (belarussisch Паланечка; russisch Полонечка) ist ein Dorf in Selsawet Palanetschka, Rajon Baranawitschy, Breszkaja Woblasz, Belarus. Palanetschka ist das Zentrum des Selsawjets Palanetschka, einer Verwaltungseinheit mit 3 Dörfern.
In Palanetschka befindet sich das Schloss- und Parkensemble des ehemaligen Adelsgeschlechts Radziwill – ein Architekturdenkmal des Klassizismus aus dem 18./19. Jahrhundert.